# Mujer aserrada
La mujer aserrada es el nombre genérico para los diferentes trucos de magia en los cuales una persona (generalmente una mujer) es aparentemente dividida por la mitad.

## Historia
Esta ilusión fue realizada por primera vez por el mago Torrine quien realizó el mismo en frente del Papa Pío VII en 1809.
La primera representación moderna de esta ilusión fue llevada a cabo por el mago inglés P.T. Selbit en 1921.

## Efectos y variaciones
Hay muchos trucos diferentes en los cuales una persona es dividida en dos. En algunas ilusiones solamente se coloca una hoja de cuchilla en el medio de la caja en donde se encuentra el cuerpo del asistente, en otras en cambio además de insertar la cuchilla, la caja es dividida en dos aparentando que el asistente se ha dividido en dos.
En algunas versiones la caja esta completamente cubierta, mientras que en otras la cabeza del asistente, sus manos y pies permanecen a la vista durante la ilusión.

## Método

Variante 1.

Variante 2.

Variante 3.

Hay diferentes maneras de realizar esta ilusión.
En 1921 Horace Goldin para prevenir que otros magos copiaran su idea, patentó su versión de la ilusión bajo la patente número 1,458,575 en la oficina de patentes de los Estados Unidos. Esto provocó que su ilusión más tarde fuera revelada.
Una de las variantes muestra la parte delantera de la caja a los espectadores (A). Debido a que la caja aparenta ser de tamaño reducido asumirán que la cintura de la asistente pasa (B) sobre la trayectoria de la sierra. En realidad la caja es más grande (algo que los espectadores no pueden ver desde su perspectiva), y la asistente simplemente se acurruca para dejar pasar la sierra. Sus pies son reemplazados por pies falsos que se mueven con motores.
Otra variante tiene una tabla falsa debajo de la caja. Esto le permite a la asistente usar este espacio para poner sus piernas en este espacio para eludir la sierra. Sus pies son reemplazados por pies falsos que se mueven con motores.
La tercera variante esconde en el espacio que brinda la tabla falsa a una segunda asistente la cual extiende sus pies fuera de la caja. El mago asierra a través del espacio vacío y luego divide la caja en dos.